# Dialogizm
Dialogizm (gr. διαλογισμός dialogismós) – figura retoryczna polegająca na wpleceniu w narrację krótkiego dialogu, wykorzystanego zwykle jako aluzja lub reminiscencja.